# Mount Putnik
Mount Putnik är ett berg i Kanada.   Det ligger i provinsen Alberta, i den södra delen av landet, 3 000 km väster om huvudstaden Ottawa. Toppen på Mount Putnik är 2 940 meter över havet, eller 267 meter över den omgivande terrängen. Bredden vid basen är 1,0 km. Mount Putnik ingår i Spray Mountains.
Terrängen runt Mount Putnik är huvudsakligen bergig, men österut är den kuperad.Trakten runt Mount Putnik är nära nog obefolkad, med mindre än två invånare per kvadratkilometer.. Det finns inga samhällen i närheten. 
Trakten runt Mount Putnik består i huvudsak av gräsmarker.